# 让-安德烈·德吕克
让-安德烈·德吕克（1727年2月8日—1817年11月7日），瑞士地质学家、自然哲学家暨气象学家，曾发明过一些测量仪器。

## 简历
1727年2月8日，德吕克出生在日内瓦，其家族在15世纪从意大利卢卡迁至瑞士。他的父亲雅克-弗朗索瓦·德吕克（Jacques-François Deluc）曾写过一些驳斥伯纳德·曼德维尔及其他理性主义作家的文章，但却是让-雅克·卢梭的坚定支持者。
让-安德烈·德吕克早年师从乔治-路易斯·雷萨吉（Georges-Louis Le Sage），接受过基本的数学和自然哲学教育。成年后除了在阿尔卑斯山做过一段时间的科学调查外，大部分时间主要经商。在他兄弟纪尧姆·安托因（Guillaume-Antoine）的帮助下，他收集了大量精美的矿物和化石。
德吕克也参与过政治，1768年他被派到巴黎舒瓦瑟尔公爵身边，并很快取得了公爵的信任。1770年成为驻日内瓦的200位政务委员之一。
三年后，由于生意失败，他被迫离乡，此后仅短暂地回来过一次。这一改变使他放弃了对政治的追求，并遗憾地于1773年移居英国，在那里他被任命为夏洛特王后的侍讲，在这一职位上一做就是44年，这也给他带来了安逸的生活和稳定的收入。 
尽管他宫职在身，但在此期间还是被允许到瑞士、法国、荷兰和德国等地做过几趟旅行。到德国之初（1798年-1804年），就获得了有助于掩盖乔治三世国王外交使命的哥廷根大学哲学和地质学荣誉教授职位。回到英国后，他进行了一次国家地质考察（1804年-1807年）。
1773年，德吕克入选为英国皇家学会会员，他也是法国科学院通讯院士及其他几个学会成员。在从事研究工作近70年后，他于1817年11月7日在英国伯克郡温莎去世。月球上的德吕克陨石坑就是以他的名字命名的。

## 科学贡献

### 观测及理论
德吕克的主要兴趣是地质学和气象学，乔治·居维叶曾提到他是前一学科的权威。他的主要地质著作-献给夏洛特王后的《论山脉和地球及人类史的自然和道德之信》（1778年-1780年），他也发表过有关地质游记的著作：《在北欧》（1810年）、《在英国》（1811年）、《在法国、瑞士和德国》（1813年）。
德吕克注意到冰融化过程中热量的消失，同一时间的约瑟夫·布莱克曾将其视作潜热说的基础。他查明水在华氏40度（摄氏4度）时的密度最大（而不是在冰点），他是这一理论的创始人，后被约翰·道尔顿进一步引伸为任何空间中的水蒸气含量均独立于空气或其他任何弹性流体的密度。
他在写给约翰·弗里德里希·布卢门巴赫《论地球自然史的信件》中（巴黎，1798年），依照六天创世之说将地球划分为六个时期，其中还包含有一篇关于道德实在论的文章，并对伏尔泰与卢梭的对话给出了有趣的解释。德吕克是弗兰西斯·培根的忠实崇拜者，在他的两部著作：1800年发表于柏林的《真实的培根》（Bacon tel qu'il est）中表现出法国译者的不诚信，故意省略了许多有利于揭示宗教的片段；而在二卷八开，1802年在巴黎发表的《准确的培根哲学》中（Précis de la philosophie de Bacon），对自然科学的进步提出一种有趣的观点。1803年发表于柏林和汉诺威的《基督教信件》（Lettres sur le christianisme）是与柏林的威廉·亚伯拉罕·泰勒（Wilhelm Abraham Teller）就摩西天体演化学进行争议的通信；他的《地质学基础论纲》（1809年发表于巴黎，同年由亨利·德拉·福特译成英文版）主要是为了反驳詹姆斯·赫顿和约翰·普莱费尔的火成论，他们证明了地壳形成于内热和侵蚀活动，但该学说地壳形成所需时间要比德吕克的摩西多样性水成论认为的更长。
他还在《物理学报》、《自然科学会报》及《哲学杂志》上发表过许多其他的论文。

### 测量仪器
德吕克将大部分工作用于完善或发明测量仪器。
他曾设计了一种用于地质勘探的便携式气压计。他的《大气层变化研究》（Recherches sur les modifications de l'atmosphère，2卷4开，1772年发表于日内瓦；1784年在巴黎再版，4卷）包含了水分、蒸发试验以及湿度计和温度计说明。 他用气压表测定高度，《自然科学会报》曾报导过他的一种新湿度计，类似于水银温度计，有一个象牙球，受湿膨胀后，会使水银柱下降。他后来又设计出一种鲸须湿度计，但引发了一场与奥拉斯-贝内迪克特·德索叙尔的激烈争论，德索叙尔本人是毛发湿度计的发明者。他给出了借助气压计测量高度的第一条正确规则，德吕克主张在温度计中使用汞而非酒精。
1809年，他给皇家学会寄去了一篇通过伏打电堆电效应分离化学物质，以及描述干式电堆和空气验电器的长篇论文，由于其中的观点与当时最新发现相抵触，因而，该论文未被《自然科学会报》采纳。德吕克所描述的干式电堆是由各科学家所构造，他的改进被认为是他最重要的研究，尽管实际上他并不是它真正的发明者。德吕克是年轻的弗朗西斯·罗纳兹（Francis Ronalds）的重要导师，罗纳兹曾在1814年-1815年发表过数篇有关干电堆的重要论文。

### 圣经和观测数据
德鲁克最后几十年的生活沉湎于对神学研究中，在与赫顿的争论中，“虽然从没有怀疑过赫顿是一名无神论者，但德鲁克还是指责过他反无神论的观点并不鲜明” 。
他专注于用观测资料来证明圣经中的创世之说。在他《自然和道德之信》中，把创世六天解释为地球的前纪元，并把洪水归因于是对地球内部空穴的灌注。
玛蒂娜·库利巴利-埃伯特（Martina Kölbl-Ebert）在《地质与宗教》（Geology and Religion）曾对该问题作过详细讨论。

## 另请参阅
- 地质史#18世纪
- 火成论

### 部分文章
- 《一种新式湿度计》，《自然科学会报》，63/2, 1773年, 第404–460页。
- 《哈兹矿井深度的气压观测》，67/2, 1777年, 第401–550页。
- 《地质学初论》(1809年);Google图书,p.PR1 亨利·德拉·福特译(1831年).
- 《地质游记》,伦敦, 1810年–1811年(共3卷): 《北欧游记》(第1卷); 《英格兰游记》(第2-3卷).
- 《显示物体间摩擦电效应的电机实验:》, 伦敦, 1811年.
- 《法国、瑞士和德国部分地区地质游记》: 第1卷(1813年)；第2卷(1813年)；第3卷(1811年)， Google图书[18]
- 《致布卢门巴赫教授论地球自然史的信件》, 伦敦, 1831年(附有亨利·德拉·福特的导言和插图).

### 在线文献列表
- e-rara.ch 中的文献列表（页面存档备份，存于）（法文） （德文）
- 在自然科学会报中发表的文章（法文）
- 让-安德烈·德吕克（1779年–1780年）《关于地球和人类历史的物理和道德之信》, 5 卷.–来自琳达霍尔图书馆的数字传真
- 让-安德烈·德吕克（1810年–1811年）《地质游记》. 3 卷. （英文）–来自琳达霍尔图书馆的数字传真